# Хазанов, Александр Ильич
Алекса́ндр Ильи́ч Хаза́нов (31 мая 1930, Ленинград — 11 марта 2018, Санкт-Петербург) — советский (российский) педиатр; один из первых отечественных неонатологов, организатор и руководитель первого в Ленинграде специализированного отделения для недоношенных детей, автор первой отечественной монографии по патологии и выхаживанию недоношенных детей.

## Биография
Александр Хазанов родился 31 мая 1930 года в Ленинграде в семье военного врача Ильи Аркадьевича Хазанова (1895, Почеп — 1983, Ленинград) и его жены, врача-стоматолога Елизаветы Соломоновны ур. Урман (Гайсин — Ленинград). Дед, Арон Мордухович Хазанов, был купцом первой гильдии в Санкт-Петербурге. Илья Аркадьевич начал службу военного врача ещё в 1920 году в 17-й кавалерийской дивизии Г. И. Котовского. Воевал на Западном и Юго-Западном фронтах. В 1921—1924 гг. в составе Туркестанского фронта боролся с басмачами на территории Бухарской народной республики и Самаркандской области. Позже продолжил службу на Украине в подчинении Военно-санитарного управления РККА. Вскоре после женитьбы И. А. Хазанов был переведен в Ленинград. В звании бригврача он был участником Советско-финской войны. В годы Великой Отечественной войны бригврач, (позже полковник) И. А. Хазанов в должности заместителя начальника 95-го распределительного эвакопункта (РЭП), обеспечивал эвакуацию раненых Ленинградского и Волховского фронтов. Героическая работа одного из военно-санитарных поездов (ВСП-312) этого РЭП (а таких ВСП в подчинении И. А. Хазанова было 60) описана в повести Веры Пановой «Спутники», по которой Петром Фоменко был снят фильм «На всю оставшуюся жизнь».
Война началась, когда Александру Хазанову было 11 лет. Мать, лишь незадолго до того окончившая Ленинградский стоматологический институт, была призвана на действительную службу и направлена хирургом в один из ленинградских госпиталей. Одним из последних эшелонов госпиталь был эвакуирован в Вологду. Это произошло в 20-х числах августа 1941 года, а уже 29 августа станция Мга была захвачена немцами, и железнодорожная связь с Большой землёй была перерезана до прорыва блокады. До 1944 года Хазанов жил в Вологде. После возвращения в Ленинград учился в школе № 203 (известной в прошлом немецкой гимназии Анненшуле), которую окончил в 1948 году.
По словам Хазанова, он никогда не мыслил себя врачом. Его мечтой была юриспруденция, однако, в обстановке утвердившегося в послевоенные годы государственного антисемитизма, он не стал испытывать судьбу и отказался от поступления на юридический факультет университета. В этих условиях выбор медицинского института был предопределён семейными предпочтениями.
В 1948 году Хазанов попытался поступить в 1-й Ленинградский медицинский институт, но на последнем вступительном экзамене по химии услышал от женщины-экзаменатора, что, несмотря на отличный ответ, она не поставит ему даже четверки, поскольку «не хочет его видеть среди студентов своего вуза». Пришлось забирать документы и нести их в Педиатрический медицинский институт, где, разобравшись в ситуации ректор Ю. А. Менделева разрешила пересдать химию. Так А. И. Хазанов оказался студеном ЛПМИ.
В отличие от большинства будущих знаменитостей, в годы учёбы Александр Хазанов не демонстрировал особых пристрастий к выбранной профессии, учился средне и, став чемпионом института по бегу, больше гордился своими спортивными достижениями, чем успехами в науках.
С окончанием в 1954 году института А. И. Хазанов был направлен педиатром в Подпорожский район Ленинградской области. Работа в сельской участковой больнице имеет свою специфику. Единственный детский врач на весьма значительной территории, Хазанов лечил больных детей в стационаре, ездил по вызовам, вёл приём маленьких пациентов в поликлинике. Непременным спутником повседневной работы были экстренные ночные выезды в больницу. Возможно, именно здесь он почувствовал, что с окончанием института образование врача только начинается. Отработав положенный трехлетний срок по распределению, Хазанов и не собирался покидать Подпорожья. Он обратился к руководству лишь с просьбой пообещать ему направление в ординатуру. Такого обещания он не получил и в 1958 году вернулся в Ленинград.
Не располагая никакими рекомендациями, А. И. Хазанов обратился к главному врачу ближайшей к его дому детской объединённой больницы Смольнинского района на Очаковской ул. Это была небольшая, на два отделения больница с поликлиникой где врачи работали попеременно — то в поликлинике, то в стационаре. Особенность её заключалось в том, что одно из отделений предназначалось для выхаживания недоношенных детей.
Главный врач Александра Ивановна Степанова, которая работала здесь ещё с довоенных времен и возглавляла больницу в тяжёлые блокадные годы, сразу согласилась его взять. Спустя много лет Хазанов называл её едва ли не главным своим покровителем в медицине. Чаще всего А. И. Хазанову приходилось работать на небольшом отделении для недоношенных детей. Поначалу это казалось ему настолько неподходящим делом, что был момент, когда он даже собирался уйти из больницы. Лишь настойчивость главного врача помешала принять такое решение. А. И. Хазанов остался благодаря тому, что из отделения недоношенных был переведен заведовать соматическим отделением на 75 коек.
В 1959 году, выполняя своё обещание, главный врач направила Хазанова в клиническую ординатуру, однако в Главном управлении по здравоохранению Ленинграда без объяснения причины ему в ординатуре было отказано. Лишь через год он получил долгожданное место клинического ординатора на кафедре госпитальной педиатрии ЛПМИ академика А. Ф. Тура. Хазанов был уверен, что чиновники Главного управления по здравоохранению уступили настойчивости А. И. Степановой.
Так в 1960 году А. И. Хазанов стал клиническим ординатором прославленного академика. Известно, что в те годы А. Ф. Тур активно развивал у себя на кафедре новое направление в педиатрии — неонатологию. Но по-прежнему этот раздел медицины не привлекал А. И. Хазанова. Он видел себя педиатром широкого профиля, о чём красноречиво говорят названия его научных статей тех лет.
С окончанием ординатуры в 1962 году А. И. Хазанов вернулся на свою должность заведующего отделением больницы на Очаковской ул. Вскоре произошло то, к чему он не был готов. По инициативе главного врача больница была полностью перепрофилирована для выхаживания недоношенных детей, и соматическое отделение А. И. Хазанова стало отделением для недоношенных. После многих лет упорного противостояния Хазанов был вынужден смириться с той мыслью, что теперь он неонатолог, руководитель крупнейшего в Ленинграде специализированного отделения для выхаживания недоношенных детей.
Уже в XXI веке это направление стало приоритетным в педиатрии. Принята государственная программа, согласно которой выхаживание новорожденных с экстремально низкой массой тела отнесено к так называемым высокотехнологичным видам медицинской помощи. Когда его начинал А. И. Хазанов в небольшой больнице на Очаковской ул., отсутствовали даже палаты интенсивной терапии. Понятия «отделение реанимации» не существовало вовсе. Только в 1968 году Э. К. Цыбулькиным в структуре хирургической клиники ЛПМИ было организовано первое в стране отделение реанимации на 3 койки и 12 коек интенсивной терапии для новорождённых детей, но только с хирургической патологией.
В этих условиях А. И. Хазанову приходилось всё организовывать самому. Главным инструментом успеха был собственный клинический опыт и опыт его коллег. Не располагая ничем большим чем стандартный набор рутинных лечебно-диагностических средств тех лет, небольшой коллектив, возглавляемый Хазановым, творил чудеса, выхаживая детей, которых по всем нормативам правильнее было отнести к плодам. Никакой литературы по патологии периода новорожденности и тем более по недоношенным не существовало. Буквально всё приходилось познавать в процессе работы. Так, одной из первых проблем, с которой пришлось столкнуться, была ретинопатия недоношенных. Дети, которых с большим трудом удавалось выходить, вдруг через несколько месяцев начинали слепнуть. Оказалось, что это следствие бесконтрольной кислородной терапии, которая осуществлялась в родильных домах. Пришлось приложить немало усилий, чтобы объяснить акушерам всю порочность такой практики.
В 1968 году в Ростове-на-Дону состоялось первое Всесоюзное совещание по перинатальной патологии. Немногочисленные специалисты в этой области из различных регионов страны собрались вместе, чтобы обсудить свои проблемы. Председательствовал на совещании академик А. Ф. Тур. Когда делегаты единодушно стали жаловаться на отсутствие каких-либо руководств по неонатологии и недоношенным детям, А. И. Хазанов предложил Туру попробовать подготовить подобное руководство и получил поддержку.
Не решившись сразу писать полноценное руководство, свою первую монографию, посвященную недоношенным детям, Хазанов адресовал медицинским сестрам. Она увидела свет в 1973 году и сразу стала бестселлером, который получил широкую популярность не только среди средних медицинских работников, но и врачей. Уже через четыре года на прилавках появилось руководство по недоношенным детям для врачей. Имя его автора стало широко известно не только специалистам-неонатологам, но и педиатрам широкого профиля. Спустя годы сам Хазанов относился к своей монографии, изданной в 1977 году, весьма критично, но в те годы популярность этой книги была крайне высокой. Более того, её заметили и за рубежом. Вскоре книга была переведена на польский язык и издана в Варшаве.
Профессор Николай Павлович Шабалов вспоминал[когда?][где?]:

После выхода в свет в 1981 году второго издания руководства для врачей «Недоношенные дети» мы с Олегом Феодосьевичем Тарасовым попытались добиться разрешения представить эту монографию учёному совету ЛПМИ для соискания её автором степени кандидата медицинских наук. Активно возразила против этого преемница А. Ф. Тура на посту завкафедрой Госпитальной педиатрии, профессор В. И. Калиничева. „Нет новизны“ — пояснила она. И это относилось к книге, аналогов которой в те годы просто не существовало.— Николай Павлович Шабалов
Тем временем больница на Очаковской ул. была закрыта на капитальный ремонт, и отделение для недоношенных в полном составе временно переместилось в детскую больницу им. К. А. Раухфуса. Число коек было сокращено, но коллектив удалось сохранить в полном составе. Главную ставку Хазанов всегда делал на средний медицинский персонал, считая, что от качества подготовки медицинских сестер зависит едва ли не главное в деле выхаживания недоношенных. Тем неприятнее для него оказался тот факт, что его медицинских сестер стали насильственно переводить в другие отделения больницы Раухфуса. Возник конфликт, но Хазанов не боялся отстаивать свою позицию на любом уровне, хотя далеко не всегда выходил победителем. Он не боялся конфликтов, когда защищал интересы своих пациентов.
После возвращения в родные стены встал вопрос об организации отделения реанимации и интенсивной терапии недоношенных детей, который так и не был решён. Результатом проволочек стало то, что А. И. Хазанов предложил перевести свою службу во вновь открываемый после ремонта корпус детской больницы № 16 на ул. Глинки д. 4 (позже эта больница вошла в состав детской больницы № 17). На этот раз его предложение получило полную поддержку, и отделение Хазанова вновь переехало на новое место. Вскоре здесь появились и койки интенсивной терапии недоношенных, и отделение реанимации. С этого момента началась современная история больницы № 17 святителя Николая Чудотворца как специализированной неонатологической больницы, в том числе с отделением для выхаживания глубоко недоношенных детей. Такой она является с 1991 года.
Александр Ильич Хазанов скончался после тяжёлой болезни 11 марта 2018 года на 88 году жизни и был похоронен на Преображенском еврейском кладбище в Санкт-Петербурге недалеко от отца.

### Заслуги перед педиатрией
А. И. Хазанов проработал в клинической педиатрии до 2011 года, когда в возрасте 81 года вышел на пенсию. Почти за 60 лет служения своему делу он наблюдал смену нескольких поколений врачей. Произошли существенные и далеко не всегда позитивные изменения в подготовке педиатров. За эти годы медицина сделала огромный технологический рывок, радикально изменилась сама система государственного здравоохранения. Но Хазанов всегда оставался верен той истине, что никакие передовые технологии не могут заменить человеческой мысли. В эпиграфе к 4-й главе последнего издания своей монографии он писал:

Искусство врача проявляется в принятии нестандартных решений.

Анализ больного во всех проявлениях его патологического процесса никогда не может быть подменен самыми современными технологиями и алгоритмами. По этой причине при любой должности Хазанов прежде всего оставался лечащим врачом своих пациентов.
Как настоящий клиницист он всегда очень бережно относился к тому, что сделано поколениями его предшественников. Даже в замене отдельных медицинских терминов он видел пренебрежение классическими канонами педиатрии. В своем руководстве по неонатологии он пишет:

Медицинский термин должен быть кратким, конкретным и, самое главное, постоянным, то есть не подлежит изменению. Классическими медицинскими терминами в неонатологии являются: „вес“, „внутриутробная гипотрофия“ и „внутриутробная бактериальная инфекция“. Вместо них многие неонатологи, в том числе и видные по занимаемой должности применяют в своей работе другие термины : „масса тела“, „задержка внутриутробного развития по типу гипотрофии“ и „амниотическая инфекция, специфичная для периода новорожденности“. Последние два названия представляют излишний набор не- конкретных слов и, соответственно, недопустимы в качестве клинического термина в истории болезни. Их можно назвать „псевдотерминами“, и они не подлежат применению в стационарах для новорожденных детей.

Что касается применения в неонатологии термина „масса тела“ вместо классического термина „вес“, то и здесь имеются серьёзные возражения…

По существу, А. И. Хазанов написал только одну книгу. Он приступил к своему труду в 1968 году, когда получил благословение А. Ф. Тура и закончил его, уже находясь на пенсии, выпустив в 2014 году последние издание под названием «Клиническая неонатология».

## Научные труды
- Хазанов А. И. Выхаживание недоношенных детей. — Л.: Медицина. Ленингр. отд-ние, 1973. — 206 с. — (Библиотека среднего медработника).
- Хазанов А. И. Выхаживание недоношенных детей. - 2-е изд., перераб. и доп. — Л.: Медицина. Ленингр. отд-ние, 1978. — 223 с. — (Библиотека среднего медработника. Заболевания детского возраста).
- Хазанов А. И. Недоношенные дети. — Л.: Медицина. Ленингр. отд-ние, 1977. — 207 с. — (Библиотека практического врача. Заболевания детского возраста).
- Хазанов А. И. Недоношенные дети. - 2-е изд., перераб. и доп. — Л.: Медицина. Ленингр. отд-ние, 1981. — 248 с. — (Библиотека практического врача. Заболевания детского возраста).
- Хазанов А. И. Недоношенные дети. - 3-е изд., перераб. и доп. — Л.: Медицина. Ленингр. отд-ние, 1987. — 238 с. — (Библиотека практического врача. Заболевания детского возраста).
- Хазанов А. И. Клиническая неонатология. — СПб.: Гиппократ, 2009. — 418 с.
- Хазанов А. И. Клиническая неонатология. - 2-е изд., перераб. и доп. — СПб.: типография изд. «Нестор-История», 2014. — 406 с.

## Награды
- Медаль ордена «За заслуги перед Отечеством» II степени (2007 г.)
- Диплом победителя конкурса «Детский врач года» в номинации «за верность профессии» (2010 г.)